# Конституционный суд Грузии

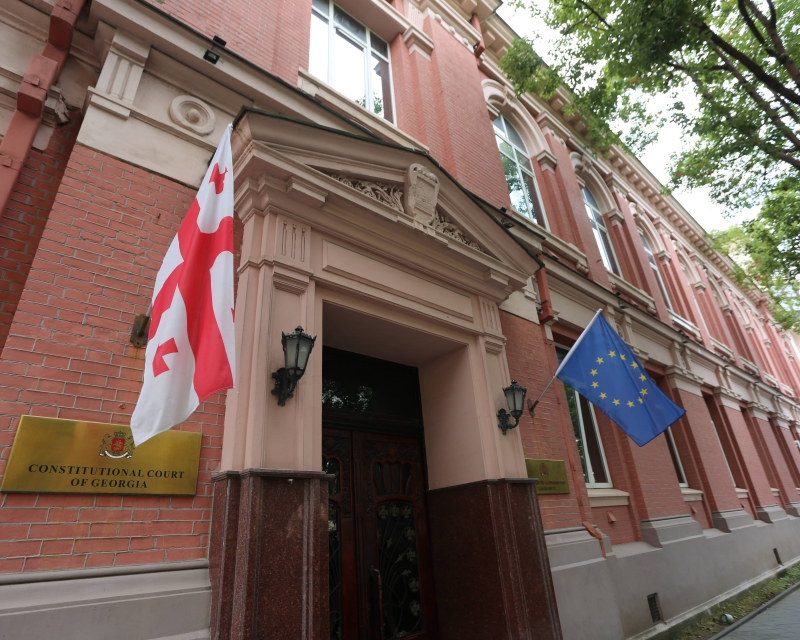
Здание Конституционного суда в Батуми

Конституцио́нный су́д Гру́зии (груз. საქართველოს საკონსტიტუციო სასამართლო, КСГ) — коллегиальный судебный орган конституционного контроля, который гарантирует верховенство Конституции Грузии, конституционной законности и защиты конституционных прав и свобод личности. Согласно Конституции Грузии является судебным органом.

## Полномочия
Согласно ч. 2 ст. 19 Закона о Конституционном суде Грузии в пределах своих полномочий рассматривает дела по следующим вопросам:
- Соответствие Конституции Грузии Конституционного соглашения, законодательства Грузии, нормативных постановлений парламента Грузии, нормативных актов Президента Грузии, Правительства Грузии и в высших государственных органов автономных Республик Абхазии и Аджарии;
- Спор о компетенции между государственными органами;
- Вопросы о конституционности создания и деятельности политических объединений;
- Споры о конституционности референдума или выборов;
- Вопросы о конституционности нормативных актов, принятых в соответствии со второй главой Конституции;
- Вопросы о конституционности международных договоров и соглашений;
- Решение вопроса о досрочном прекращении полномочий члена парламента Грузии;
- Установление факта нарушения Конституции Президентом Грузии, Председателем Верховного Суда Грузии, членом Правительства Грузии, Генеральным прокурором Грузии, руководителем Палаты Контроля Грузии либо членом Совета Национального банка Грузии;
- Споры о нарушении Конституционного закона Грузии «О Статусе автономной Республики Аджария»;
- Соответствие нормативных актов Верховного Совета автономной Республики Аджария Конституции Грузии, Конституционному закону Грузии «О Статусе автономной Республики Аджария», Конституционному соглашению, международным договорам и соглашениям и иному законодательству Грузии.

## Порядок рассмотрения и процедура принятия дел к рассмотрению

### Процедура подачи иска и порядок рассмотрения
В соответствии с ч. 1,2 ст. 31 Закона о КСГ представление в Конституционный суд заявления в письменной форме является основанием для возбуждения дела. Заявление должно быть мотивированным с приведением всех доказательств.
Согласно ст. 27 Закона дело рассматривается в открытом режиме. По ходатайству одного из участников процесса дело может быть рассмотрено в закрытом режиме, если при рассмотрении дела рассматриваются факты, затрагивающие тайну личной жизни, коммерческую и государственную тайну. Лица, не достигшие 16-летнего возраста, не допускаются к заседанию без разрешения Председателя КСГ, в том числе в случае, если такое лицо является свидетелем, но без сопровождающего лица. 
Однако решения КСГ оглашаются публично. Решение КСГ является окончательным и не подлежит обжалованию, неисполнение решения преследуется по закону и являются обязательными на всей территории Грузии 

### Процессуальные сроки рассмотрения
Согласно ст. 22 Закона о КСГ время рассмотрения по существу в КСГ иска и/или жалобы не может превышать: 
- 6 месяцев со дня подачи иска для граждан;
- 15 дней со дня подачи иска по вопросу о конституционности выборов в местный представительный орган и в парламент Грузии;
- 17 дней по вопросу о конституционности выборов президента Грузии.

## Лица подающие жалобу
Согласно ст. 33, 34, 35 Закона о КСГ правом обращения в Конституционный суд обладают:
- Президент Грузии, Правительство Грузии, не менее одной пятой членов парламента Грузии — имеет право подать конституционную жалобу относительно соответствия Конституции Грузии Конституционного соглашения, законодательства Грузии, нормативных постановлений парламента Грузии, нормативных актов Президента Грузии, Правительства Грузии, высших органов власти Абхазии и автономной Республики Аджария и нормативных актов, принятых и утверждённых в соответствующих органах до вступления Конституции Грузии, а также по вопросам нарушения избирательного законодательства.
- Президент Грузии, не менее одной пятой членов парламента Грузии и высшие государственные органы Абхазии и автономной Республики Аджария — имеют право обратиться по вопросу проверки конституционности формирования и деятельности политических объединений и партий.
- Граждане Грузии — по вопросам о соответствии законодательства Конституции Грузии.

## Состав[4]
- Мераб Турава — председатель Конституционного суда Грузии с 25 июня 2020 года.

- Васил Роинишвили — председатель Первой коллегии Конституционного суда Грузии;
- Манана Кобахидзе — председательница Второй коллегии Конституционного суда;
- Гиорги Тевдорашвили — судья, секретарь Конституционного суда;
- Эва Гоциридзе — судья;
- Гиорги Кверенчхиладзе — судья;
- Ирине Имерлишвили — судья;
- Хвича Кикилашвили — судья;
- Теймураз Тугуши — судья;[5]